# لوسي فور
لوسي فور (بالفرنسية: Lucie Faure)‏‏ (6 يوليو 1908 في باريس - 25 سبتمبر 1977 ) كاتِبة، وروائية من فرنسا.

## الجوائز
- وسام جوقة الشرف من رتبة قائد